# Миодраг Мркић
Миодраг Мркић (Трстеник, 1932) српски је есејиста, књижевни критичар и професор књижевности у пензији. Током Другог светског рата је са породицом избегао са Косова у пожаревачки округ. Радио је као професор књижевности, а најдуже се задржао у београдској средњој грађевинској школи у Хајдук Станковој улици.
Књижевне радове је објављивао у многим књижевним часописима. Написао је више од двадесет књига есеја, огледа и тумачења. У својим радовима се бави различитим темама присутним и актуелним у песништву, како у оном народном, тако и писаном. Широк је спектар писаца и песника о којима је писао: Добрица Ћосић, Миодраг Булатовић, Матија Бећковић, Мирољуб Тодоровић, Мирослав Лукић, Богислав Марковић, Жарко Ђуровић, Перивој Поповић, Мирослав Тодоровић, Мирољуб Милановић, Александар Лукић и др.

## Важнија дела
- „Поетика древног и модерног“, 1991.
- „Поетика древног и модерног 2“, 1992.
- „Поетика древног и модерног 3“, 1994.
- „Поетско досезање бића“, 1996.
- „У тами знака“, 1997.
- „У тами знака 2“, 1998.
- „Дивне реалне лажи“, 1998.
- „Прилози за биографију ђавола“, 2001.
- „Аветињска метафизика романа-есеја Ујкин дом Мирослава Лукића“, 2002.
- „Превредновање“ (Три витеза рестаурације), 2003.
- „Прилози за биографију Бога“, 2003
- „Три огледа о поезији Мирослава Тодоровића“, Ниш, Свен, 2009. - 147 стр.
- „Видијанска неуротика Драгољуба Симоновића“, Ниш, Свен, 2008. - 354 стр.
- "ПОСЛЕДЊА СФЕРА МИСТИКЕ : сабрани радови о Белатукадрузу (алиас Мирославу Лукићу)", Београд, Заветине, 2013. - 511 стр.  978-86-82255-12-3.